# 绥远和平解放
，是1949年9月19日华北地区最后一块中華民國政府统治区，在董其武率领绥远省党政军各界通电下宣布和平起义，脱离中華民國政府，接受中国共产党领导。这种起义模式被毛泽东称为“绥远方式”，与“北平方式”、“天津方式”并称。

## 历史
1949年1月21日华北剿总总司令傅作义与共产党达成北平和平解放协议。此时，绥远省政府主席、华北剿总驻归绥指挥所主任董其武率1个兵团部、1个军部、8个师、8个旅及保安部队等共6.5万人驻守归绥、包头、后套地区，与中国人民解放军绥蒙军区正面对峙。1月22日董其武乘专机飞北平面见傅作义。毛泽东为了尽快挥师南下，歼灭国军主力，毛泽东評估绥远方面只有他與姚喆八纵，軍力不足一万人，無法與三萬餘人的傅、邓两部抗衡，因此決定对绥远的董其武部采取暂时维持现状的方针，恢復通車，由李井泉等人主持雙方對話。
1949年1月29日，中央军委命令绥蒙前线人民解放军停止向董其武部队的军事进攻，2月11日，又令第8纵队主力从旗下营驻地后撤60公里到卓资山，减轻对董其武部队的军事压力；停止政治攻势，对其军队称为“友军”。2月12日，毛泽东致电主持晋绥并兼任杨成武兵团政委的李井泉，称在解放兰州与宁夏全境进抵临河、五原后才可改编改造绥远部队及人民政权建政。2月23日，毛泽东、周恩来、朱德在西柏坡接见傅作义、邓宝珊，在會中毛澤東勸降兩人，並提議釋放戰俘。
1949年3月5日中共七届二中全会正式确定用和平手段解决绥远问题的“绥远方式”。所謂「綏遠方式」即是對部分國軍部隊進行暫時讓步，使其在政治上傾向共軍或保持中立，使中共可以集中力量攻擊國軍主力，等一段時間後再將該部隊收編入解放軍。会后，毛泽东派李井泉立即回到绥东卓资山，召开绥蒙党政军干部扩大会议，传达中央确定的“绥远方式”。
1949年3月23日华北人民政府代表李井泉、潘纪文（绥蒙区委城工部长）和傅作义及绥远当局派代表阎又文、周北峰在北平谈判，拟定了包括军队划界驻防、平绥铁路旗下营至归绥一段立即通车、恢复两地区商业贸易往来、通电通邮、文化交流、人民可自由往来、在绥远使用人民币和互派联络员等。后贺龙、李井泉率军解放大西南，中央确定由华北军区司令员聂荣臻和华北局书记兼华北军区政委薄一波负责绥远工作，华北局指派张友渔（华北局秘书长）、李哲仁和潘纪文参加谈判，傅作义增派王克俊为谈判代表。在谈判过程中，傅、董方面代表希望中共帮助解决蒋介石断绝军饷和财政补给造成的困难，以稳定军心，尽快做好起义准备；这引起中共谈判代表的不满，认为董其武是“假和谈、真备战”。4月8日，双方达成了绥远和平协议（草案）。4月28日，毛泽东、周恩来听取关于谈判的详细汇报后，认为只要争取绥远和平起义，在一些具体问题上可多作让步。毛泽东、周恩来当即命令中共代表全部同意傅方的条款。但毛泽东连续三次指示，皆未能完成和談，遂召见中共谈判代表和绥蒙省委负责人，並要求他撤回共黨所提出的所有条件，儘快完成和談，促進董其武宣布投共的進程。傅作义派安春山、随从参谋刘庸笙携带协议草案和双方军队临时分界图赴归绥，征求董其武的意见。董其武只对个别条款提了意见，其余均同意。5月下旬，董其武派其干部训练团教育长康保安赴北平，向傅作义专门传达对协议草案的修改意见。共产党方面对董其武提出的意见，全部予以采纳。其后，双方代表又三次开会，逐条研究，达成完全一致。5月31日中共中央书记处批准这一协议。
军事分界线划定后，因绥蒙军区误判而两次武装进攻绥远：“三二八”武装冲突，毙伤董其武部300多名官兵，俘虏700余人；另一次袭击新兵营，摧毁营房，驱散2,000余名新兵。这使董其武颇感困惑，孙兰峰极其愤恨。毛泽东指示绥蒙省委和绥蒙军区负责人：有了张家口、天津和北平的先例，董其武是不会发动攻势的；部队立即停止战斗，释放俘虏，撤回原驻地，今后不得再发生此类事件。毛泽东向董其武转达了其本人和朱德总司令的歉意，称这次武装进攻，纯属误会，不会影响“绥远方式”。
对于释放张家口、新保安等战斗的1.2万名俘虏回绥远，派傅作义等人赴绥远协助董其武进行起义准备，针对部分领导干部“放虎归山”的顾虑，毛泽东指出“傅作义归山何必待此时”“应把他们看成自己人”。

### 臨時劃界
1949年5月19日，国民党绥远军政革新委员会在归绥市成立，董其武任主任委员。革新委员会首先改革人事制度，省级机关从20多个裁并为四厅两处；再将绥远省干部训练团改为绥远省革新学院，分批分期训练省县科级以上干部。
《绥远问题协商委员会关于绥远划界、交通、金融、贸易、派遣驻归绥联络机构等具体问题的协议》（简称《绥远协议》）草案征得董其武同意后1949年6月8日在北平的华北人民政府三楼会议室签字生效。《绥远协议》划定人民解放军与绥远方面部队的临时分界线，以陶卜齐与白塔之古立板乌素为中心，向南向北划定界线，以南归解放区管辖，以北归董占区管辖；恢复平绥铁路通车，包头至白塔段之平绥铁路统一归中国人民革命军事委员会铁道部统一管理；人民币自由流通，中国人民银行在归绥设立办事处；双方互相贸易，均不征收出入口税；华北人民政府在归绥设立联络处，与董方协商解决一切临时发生的具体问题；解放区书报在绥发行；董占区内停止一切扩军措施，解散特务组织。协议签署后，毛泽东接见傅作义、邓宝珊，说“你们商定的绥远和平条款我看了，就按你们定的条款执行吧，不过不要登报，不然别处也要求按照绥远方式我们就不好办了”“绥远的过渡时期宜短不宜长”。6月14日，傅作义派遣王克俊、李杰忠、冯梓、张惠源、康保安、孙世荣（原孙兰峰的军需官）、肖如芝等20余人，离开北平，奔赴归绥。去绥远协助董其武执行协议。6月24日董其武召开高级行政人员会议，宣布和平解决绥远的各项协议，7月8日又向各部队长宣布协议内容，进行说服工作。7月8日晚，第258师政工处长赵元德煽动20多名士兵打砸了宣传和平协议的《奋斗日报》社。
1949年6月，成立了由高克林为书记、苏谦益为副书记的绥远省委领导班子，绥蒙政府更名绥远省人民政府，杨植霖任党组书记、省人民政府主席，张如岗任省人民政府党组副书记，绥蒙公安局更名为绥远省公安厅，张如岗为首任厅长。
绥蒙方面抽调富有统战工作经验以及在金融、贸易、铁路等方面有专长的人员组成华北人民政府联络处，联络处主任鲁志浩7月11日带先遣人员进驻归绥，协助进行起义的准备工作。联络处处长潘纪文7月20日带其他人员也进驻归绥，内设铁路组（组长郎觉民）、银行工作组（组长张光），共计20余人。第258师段锦堂团连长李锡庆带人制造投掷手榴弹炸死华北人民政府驻绥联络处秘书王士鑫的“七二四”事件发生后，联络处处长潘纪文决定“抬尸游行”“撤销联络处”，7月26日率领大部分工作人员撤回丰镇，鲁志浩等3人留守归绥。毛泽东当即指示“中共驻绥联络处继续留驻归绥，军统的破坏早在预料之中，这是他们的阴谋，目的在于激怒我们，不可上当。对于牺牲的烈士，只能开追悼会，不许抬尸游行，不得撤销联络处，这样对绥远和平解放不利。”
1949年7月中華民國政府派徐永昌飞赴绥远，7月25日蒋介石加委董其武为西北军政长官公署副长官并拨给黄金1,900两，并发表孙为9兵团司令，令董将部队交由孙指挥西撤。7月16日国防部任命孙兰峰为第九兵团司令官，属驻绥部队指挥所，负责统帅全绥部队。孙兰峰回忆：“他们（按：徐永昌、王叔铭等）许给我一个第九兵团司令官的名义，并把所有在绥远的部队全隶属于我这个司令部之下。另外，还答应再给我编两个军，全以美式武器装备，每月特支费200万元，必要时可以调我到兰州去担任西北军政副长官”。董其武以欠饷等理由抵制交出部队仍继续掌握绥远部队。孙实际无力对全绥部队予以控制，只能指挥从张家口带出来驻固阳地区的2个骑兵旅。“因为第九兵团直接指挥的整骑五旅、整骑十一旅等部的供给尚虚仰仗指挥所予以解决”。
- 司令官孙兰峰，副司令官刘万春、朱矩林，参谋长贾璜
  - 整编骑兵第五旅，旅长安恩达，副旅长景彦清、王存瑞，参谋长崔春暄
  - 整编骑兵第十一旅，旅长刘秉义，副旅长白凤藻，参谋长李兴久

驻绥部队指挥所的部队序列：
- 第一一一军，军长刘万春，参谋长樊折桂
  - 第二五八师，师长赵晓峰，副师长魏以荃，参谋长宋清廉
  - 第三二○师，师长马逢辰，副师长张型，参谋长滕德钦
  - 第三二六师，师长王崇仁，副师长段吉祥，参谋长杨璇
- 独立第七师，师长张士珍，副师长化博知，参谋长关嵩峰
- 第三一○师，师长张副元，副师长赵锡伯，参谋长耿光英
- 第三一九师，师长张朴，副师长庞茂青，参谋长郎豹武
- 原属榆林第二十二军
  - 第八十六师，师长胡景通，副师长张云衢，参谋长姜谦祖
  - 第二二八师，师长杨仲璜，副师长王伯谋（未到），参谋长贾海峰
- 整编骑兵第十二旅，旅长鄂友三，副旅长郭熙智、王孝模
- 整编骑兵第十三旅，旅长高理亭，副旅长田绥民、傅观澜，参谋长张希孟
- 独立第二旅，旅长张振基，副旅长崔新建，参谋长张纯
- 独立第三旅，旅长乔汉魁，副旅长王和卿，参谋长李恪古
- 独立骑兵第一旅，旅长包贵庭，副旅长苏和巴特尔
- 独立骑兵第六旅，旅长邬青云，副旅长郑利丰，参谋长袁世五
- 保安骑兵第四旅，旅长张汉琏，副旅长兰瑞，参谋长毛光煜
- 保安第四团、第五团，保安骑兵第十、十一、十二、十六团

毛泽东提出绥远起义后的军政机构中，实行由傅作義、董其武為軍政核心，並正任領導者，共黨代表則擔任副領導者。但绥远省委认为不能拱手把绥远让给董其武，表示不愿与国民党在一个政府中共事。毛澤東對綏遠省委領導人表示，若不允許董其武投共，繼續堅持武力對抗只會折損更多兵員，也會使董其武等人傾向國民政府。毛澤東要求绥蒙省委的同志向董其武当面道歉，並深刻检讨过去的错误做法。

### 綏遠投共
1949年8月24日，经毛泽东批准，傅作义、邓宝珊携带20万银元及其他慰问品，亲赴绥远，说服了孙兰峰，统一了意见，并对全军发放了慰问金：军官5银元，士兵3银元。

1949年9月19日以董其武为首的39名绥远省军、政、党各界和各族代表在包头通电宣布起义，绥远和平解放。《绥远起义通电》发出后，9月20日毛泽东、朱德总司令联名复电：

董其武将军及在贵将军领导下的绥远军队全体官兵、政府工作人员和各界同胞们：

看了你们九月十九日的声明，你们的立场是正确的。自从傅作义将军领导北平和平解放，人民表示欢迎，反动派表示反对，反动派还企图破坏绥远军民和平解放的努力，但是终归失败。你们已经率部起义，脱离反动派，站在人民方面了。希望你们团结一致，力求进步，改革旧制度，实行新政策，为建设人民的新绥远而奋斗。

毛泽东 朱德

9月20日，聂荣臻、薄一波联名复电：

董其武将军暨绥远起义全体将士、各级行政人员：

接读九月十九日通电，宣布脱离依靠美帝国主义的蒋介石、李宗仁、阎锡山等反动残余集团，参加人民革命阵营，使绥远获得和平解放，我们于欣慰之余，特致热烈的祝贺。从此华北全境之内国民党反动派所妄图作最后挣扎的据点宣告扫除，这对全华北今后建设的事业和华北军民支援全国解放战争最后胜利的事业，均极为有利。国民党反动派残余集团完全消灭之期在迩，开创中国五千年历史新时期的崭新的中华人民共和国业已诞生。尚望团结部属，与华北及全国解放区军民亲密合作，安定地方秩序，肃清反动派一切残余势力，并以为人民服务的精神教育部队，改造思想，改变作风，力求进步，把绥远建设成为真正的人民解放区，把军队改编成真正的人民解放军，为建设新绥远、新华北及彻底解放全中国而奋斗。

聂荣臻 薄一波

九月二十日

傅作义随即带董、孙二人于9月22日抵达北平，董其武、孙兰峰参加政协会议，两人被选为全国政协第一届委员会委员。9月25日，董其武发布《为绥远军民起义告全省人民书》。并参加开国大典。
1949年10月24日，毛泽东、周恩来接见绥远省委和军队负责人高克林、姚喆、裴周玉及傅作义。1949年12月2日，绥远省人民政府与中華民國绥远省政府合并，成立绥远省人民政府，主席董其武，副主席杨植霖、奎璧、孙兰峰，委员22人。1949年12月27日，经中央批准，绥远省军政委员会成立，傅作义为军政委员会主席，副主席有高克林、乌兰夫、董其武、孙兰峰，委员16人。
1949年10月，第二十二军的2个师约1万余人由绥远开拔，道经宁夏，开往甘肃庆阳接受改编、整训。蒙旗各警备保安部队由解放军各军分区改编。10月29日，毛泽东对绥远工作的请示给华北局书记薄一波复信：

十月二十八日信悉。绥远两个军及一个骑兵师，可以编入人民解放军的战斗序列，并颁发番号；所列两军及骑师的军事指挥人员亦可照准，惟须与政治委员及政治部主任同时委任，方能使政治工作在军中建立威信，此点请与傅宜生商酌。如果他认为此时发表政治委员及政治部主任有不便处，则军事人员可以事实上先到职，而正式委任则待政治人员商定后一同行之。在绥远军队中实行认真的政治工作制度是一件大而艰难的事，必须事先有充分的精神准备，并须由傅宜生亲自领导方能行得通，否则难免出乱子。

傅系主力的起义部队16个师旅改编为中国人民解放军第三十六、第三十七军和骑兵第四师、骑兵旅，共计近6万余人，隶属于绥远省军区，董方自行调配任命了所有军官，保持原有的旧体制与制度：
| 原国军部队     | 原国军部队     | 原国军部队 | 改编为解放军部队 | 改编为解放军部队 | 改编为解放军部队 |
| 部别           | 部别           | 军事指挥官 | 部别             | 部别             | 军事首长         |
| -------------- | -------------- | ---------- | ---------------- | ---------------- | ---------------- |
| 第一百一十一军 | 第一百一十一军 | 刘万春     | 第三十六军       | 第三十六军       | 刘万春           |
| 第一百一十一军 | 第258师        | 赵晓峰     | 第三十六军       | 第106师          | 赵晓峰           |
| 第一百一十一军 | 第320师        | 马逢宸     | 第三十六军       | 第107师          | 马逢宸           |
| 第一百一十一军 | 第310师        | 张副元     | 第三十六军       | 第108师          | 张副元           |
| 独立骑兵第3旅  | 独立骑兵第3旅  | 乔汉魁     | 第三十六军       | 骑兵旅           | 乔汉魁           |
| 整骑13旅       | 整骑13旅       | 高理亭     | 第三十六军       | 骑兵旅           | 乔汉魁           |
| 骑14旅？       | 骑14旅？       | 张潜？     | 第三十六军       | 骑兵旅           | 乔汉魁           |
| 独立第7师      | 独立第7师      | 张世珍     | 第三十七军       | 第三十七军       | 张世珍           |
| 独立第7师      | 独立第7师      | 张世珍     | 第三十七军       | 第109师          | 温汉民           |
| 第326师        | 第326师        | 王崇仁     | 第三十七军       | 第110师          | 王崇仁           |
| 第319师        | 第319师        | 张朴       | 第三十七军       | 第111师          | 张朴             |
| 保安第2旅      | 保安第2旅      | 张振基     | 第三十七军       | 骑兵旅           | 安恩达           |
| 整骑5旅        | 整骑5旅        | 安恩达     | 第三十七军       | 骑兵旅           | 安恩达           |
| 独立骑兵第6旅  | 独立骑兵第6旅  | 邬青云     | 骑兵第4师        | 骑兵第4师        | 鄂友三           |
| 整骑12旅       | 整骑12旅       | 鄂友三     | 骑兵第4师        | 骑兵第4师        | 鄂友三           |
| 整骑11旅       | 整骑11旅       | 陈秉义     | 骑兵旅           | 骑兵旅           | 陈秉义           |
| 归绥警备司令部 | 归绥警备司令部 | 张潜       | 归绥警备区       | 归绥警备区       | 张潜             |
| 包头警备司令部 | 包头警备司令部 | 陈玉甲     | 包头警备区       | 包头警备区       | 陈玉甲           |
| 绥西警备司令部 | 绥西警备司令部 | 于霖瑞     | 绥西警备区       | 绥西警备区       | 杨维垣           |

1950年2月，解放军的2,000名政治干部开始陆续派驻起义部队：
- 第三十六军：政委康健民，政治部主任李远
  - 第106师：政委张廼更，政治部主任杨毅
  - 第107师：政委慕湘代理，政治部主任慕湘
  - 第108师：政委王志武，政治部主任李湖
- 第三十七军：政委帅荣，政治部主任张逊之
  - 第109师：政委曾威，政治部主任金涛
  - 第110师：政委尚荣（尚英？），政治部主任秦烈英
  - 第111师：政委李登嵩，政治部主任赵绍昌
  - 骑兵旅：政委廖鼎琳，政治部主任缺
- 骑兵第4师：政委白正刚，政治部主任张宗文
- 骑兵旅：政委强自珍，政治部主任贾汉英

1950年部队开展大生产运动，开荒23万亩，生产了700万斤粮食。1950年11月华北军区决定起义部队改编为第二十三兵团并易地整训。1951年1月全部开拔到河北衡水地区的龙华镇。根据薄一波等领导指示：以九一九起义为分界线，不究既往。但对此后发生的反革命事件要一查到底。通过46天的民主运动，部队发生了本质变化。由于过往逃兵严重，把6个师旅缩编为4个步兵师，补充内地翻身农民新兵2万余人，4月13日完成整编：
- 第三十六军撤销第108师和骑兵旅，整编为第106、第107师，代军长王建业，政委康健民，副军长张惠源，参谋长樊折桂，政治部主任李远。
- 第三十七军撤销第111师和骑兵旅，整编为第109、第110师，军长张世珍，政委帅荣，副军长卫景林、冯梓，参谋长化博之，政治部主任张逊之
- 骑兵第4师编入第三十七军。
- 第108师为架子师，师长张副元，政委王志武。负责接收编余的干部、士兵、家属。

随后，该兵团开展军事训练，为入朝参战大练兵。1951年9月3日第23兵团正式入朝，兵力3.6万人，奉命抢建3个机场。1951年底回国到河北省定县驻地。1952年3月30日，奉命撤销第23兵团、第三十六军、第三十七军，部队整编为中国人民解放军第六十九军：
- 第三十六军军直并入第106师；
- 第三十七军军直并入第109师；
- 第110师并入第107师；
- 步兵第28师调归第六十九军。

1952年12月，奉命把第106、第109师改编为中国人民解放军建筑工程第一、第二师，中国人民解放军第六十九军辖第28师、第107师共2个师。

## 和平起义单位与领导名单
- 绥远省政府主席董其武（兼西北军政长官公署副司令长官、绥远省保安司令）
- 绥远省议会会长张钦
- 绥远省高等法院院长于存灏
- 土默特旗总管荣祥
- 绥东四旗代表胡凤山
- 华北剿匪总司令部
  -     - 中将参谋长李世杰
    - 中将总参议张濯清
    - 中将高参陈炳谦
    - 少将秘书长王克俊
    - 新闻处少将副处长阎又文
    - 少将参议杜勤书
    - 少将高参兼办公室副主任刘庸笙(后为傅作义随从)
    - 公路桥梁工程指挥部兼少将指挥官刘建勋
    - 政工处少将督察员刁可成
    - 联络处少将副处长王景泰
    - 经理委员会少将主任潘瑞征
    - 少将顾问李居义
- 华北剿匪总司令部驻绥指挥所主任，董其武兼
  - 中将高参马秉仁
  - 指挥所少将副主任兼绥远省保安副司令孟昭弟
  - 指挥所少将参谋长王兴
    - 参谋处少将处长郭维周，上校处长高步义
      - 第一科上校科长樊金槐
      - 第二科上校科长阎秉心
      - 第三科上校科长张百应

    - 军务处少将处长毛铨印
      - 第一科上校科长齐彬渊
      - 第三科上校科长杨绍震

    - 军械处少将处长王懋奎
    - 督训处少将处长卫景林，上校督训：郝靖远、王智仙、王文、贾承祖、侯彰禄、郭培元、庄润生、胡祥云、张葆初、陈鸣霄、王大治、刘玉橹、韩谦、苗逢安
    - 办公厅少将主任李忠孚、办公厅军简二阶副主任(同少将衔)高云山
    - 组训处少将处长赵励师
    - 政工处少将处长李俊秀
    - 人事室上校主任车采凤
    - 军法处上校处长熊涛湖，军简三阶秘书(同上校衔)王锡荣
    - 秘书室上校主任刘万诚
    - 译电室上校主任薛景递
    - 副官处上校处长沈砚书

  - 医务所：一等正军医主任(同上校衔)郭世峻
  - 经理委员会：一等军需正主任(同上校衔)曹席儒，上校副主任杨伟桐，上校督导吴绍伯，一等军需正督导(同上校衔)郭元昶
  - 少将督练：景震泰、杨星甫、王有功、郭长青、沈金声（兼绥远省无职军政干部招待所包头分所副主任）、柴玉峰、沈亚骧
  - 少将参议门树槐
  - 少将部附赵炽昌
  - 少将高参：丁宗宪、张峻岳、齐卿士、朱英才、王雷震、杨维垣、王建业
  - 少将督训：李作栋、温汉民、韩天春、傅璞、谷耀武
  - 上校督练：徐世杰、邬志贤、孙绍绪、吕顾元、张受彭、张蔚生、田锦杰
  - 上校附员：宋峪、张子英
  - 一等军医正附员(同上校衔)：武效尧
  - 上校副官：张振耀
  - 上校督训员：卫栋、高希文、龙鸿亮、高希文、张子慧、丁承法
  - 军简三阶秘书(同上校衔)：陶百行
  - 指挥所直属军官总队
    - 少将总队长令狐理
    - 少将总队附宋海潮
    - 少将教育长王德厚，上校副教育长姜瑞光
    - 教官组上校教育参谋程文发，上校教官杨世雄、王毅、郑心杰、
    - 秘书组上校秘书高雨田
    - 第1大队上校大队长刘坚一
    - 第2大队上校大队长张兴成
    - 学员：白汉三（前津南第1支队少将司令）、张宝田（前河保偏挺进支队少将司令）、张增勤（联勤第5补给区少将参谋长）、赵梦麟（前华北剿总救民先锋纵队上校大队长）、邱霖（前天津警备司令部后勤指挥所上校主任参谋）、王恩重（前华北剿总上校附员）、马伏波（前绥远省保安司令部上校科长）、孔秉毅（前热西人民自卫独立团上校团长)、徐心举(前第35军第320师第95团上校团长)、王英符(第35军上校军务处长)、张铭箴(联勤第5补给区上校经理副处长)、李笑农(前华北剿总干部训练团上校附员)、张清潭(整编骑兵第11旅上校参谋)、朱永祺(联勤第5补给区上校参谋)、高周文(察哈尔省保安司令部上校视导主任)、刘长(山西太原军官总队上校学员)、耿泽山(河北省第2区保安司令部上校副司令)、牛鹏海(察哈尔省保安司令部上校军法主任)、肖如之(华北剿总副官处科长)、杜海荣(驻绥部队指挥所上校督训)
- 联勤总司令部绥远区补给司令部
  - 少将司令王度
  - 上校参谋长高正一
  - 上校主任李温璋
  - 上校组长陶正雅
  - 第一补给站上校站长朱世竣
  - 第二补给站二等军需正站长(同上校衔)田节山
  - 第三补给站上校站长张民熙
- 第9兵团（1949年7月——1949年9月）
  - 上将司令官孙兰峰
  - 中将参谋长贾璜
  - 参谋处少将处长王步云
    - 第一科上校科长阎善继
    - 第二科上校科长张华甫
    - 第三科土校科长李珊洲

  - 副官处少将处长秦文博
  - 政工处少将处长白震，上校副处长张伯穗，上校督察员徐秀崾
    - 第一科上校科长李金恺
    - 第二科上校科长高鸿漠

  - 机要室少将主任曾士先
  - 军法处上校处长孙廷斌
  - 兵团司令部少将附员：刘云峰、郭跻堂、郁传义
  - 兵团司令部上校附员：郭翼、焦子午、张永彬、陈宝全
  - 一等军需正附员赵培明
  - 少将高参：阎家王、冀家珍
  - 第一百一十一军：1949年1月驻绥远部队编成该军。中将军长刘万春。
    - 少将参谋长樊折桂，上校副参谋长李骥程
      - 参谋处 第三科上校科长李华夫，第四科上校科长范步高

    - 军部上校督导郭奠原
    - 军部上校附员高成华，李广荫
    - 直属步兵机动部队少将司令：张贵、苏义和
    - 直属骑兵总队少将总队长张汉三
    - 第258师少将师长赵晓峰，少将副师长魏以荃，少将参谋长宋清濂，师部上校部附辛长庚
      - 第772团上校团长刘景汉
      - 第773团上校团长段锦堂
      - 第774团上校团长慕介福

    - 第320师少将师长丁宗宪/马逢辰，少将副师长张型，少将师附李民济，上校参谋长滕德钦，师部上校督导谢克刚
      - 第958团上校团长郑文华
      - 第959团上校团长粱兴
      - 第960团上校团长王增盛

    - 第326师少将师长王崇仁、少将副师长段吉祥，上校参谋长杨璇
      - 第976团上校团长张玉瑶
      - 第977团上校团长刘会友
      - 第978团上校团长谢莹，上校督导宋仲臻

    - 第310师少将师长张副元（该师1949年7月配属），上校副师长赵锡润
      - 第1团上校团长朱健全
      - 第2团上校团长胡文炬
      - 第3团上校团长柴映堂

    - 第319师少将师长张朴（该师1949年7月配属），上校副师长庞茂青
      - 第955团上校团长张子东
      - 第956团上校团长褚汉杰
      - 第957团上校团长杨琮

    - 暂编第2旅上校旅长乌正平
- 归绥警备司令部中将司令张潜，少将副司令燕登榜，上校参谋张良德
- 包头警备司令部中将司令陈玉甲,少将副司令韩伯琴，上校参谋长乔克温/王锼，参谋室上校参谋主任韩玉田
- 绥西警备司令部少将司令于霖瑞
- 晉陝綏邊區總司令部
  - 中将代总司令兼参谋长俞方皋
  - 少将副参谋长尹志伊
  - 参谋处少将处长赵一清，上校科长郑书楷、王伯恭
  - 政工处上校处长蒲乃昌，军简三阶秘书(同上校衔)塞作哲
  - 副官处少将处长彭玺
  - 军法处军简三阶处长(同上校衔)岳跻山
  - 少将高参朱尚德
  - 少将部附于建艚
  - 上校部附张尔巽
- 第一百零四军中将军长袁庆荣
  - 第258师少将师长张惠源
- 第一百零五军中将军长安春山
- 乌兰察布盟保安司令部：中将司令巴云英
  - 乌兰察布盟东公旗保安司令部：少将司令耳噶色楞，少将副司令粱九洲，上校参谋长常有明，上校团长李俊峰，上校团长张凤山，上校团长赵太保
  - 乌兰察布盟西公旗保安司令部：少将司令郝游龙，少将副司令徐世明，上校参谋长赵晋藩，上校副官长葛才武，上校团长鲁万惠
  - 乌兰察布盟中公旗保安司令部：上校参谋长巴图毕力格，上校团长韩葆，上校团长齐鲁
  - 乌兰察布盟茂明安旗保安司令部：少将司令额仁钦达籁，少将司令王庆苏
  - 乌兰察布盟四子王旗保安司令部：保安大队长葛旺若布济
- 绥远土默特旗保安总队长殷石麟
- 绥远伊克昭盟保安司令部：中将司令奇致中，少将司令奇福海,少将副司令庄重三，准将副司令奇致刚 (1948·10起义)，少将参谋长（1948·10起义）刘郁文，驻包头通讯处上校处长姚箴吾，上校团长奇尚斌，上校参议李功久，上校副官长黄克勤，上校军需处长邬璋，驻绥通讯处上校处长兰增，补充营上校营长韩子诚，骑兵第1团上校团长奇丕南，骑兵第3团上校团长郝德明，骑兵第4团上校团长黄文庭，奇福海部参谋长郝子儒。 
  - 准格尔旗少将保安司令奇子祥（即奇天祥，1949·8通电起义），参谋长奇瑞亭，第2团团长杨占山，第3团团长韩玉明
  - 绥远伊克昭盟第一区警备司令部：少将司令奇子礼，准备副司令奇玉泉，少将副司令杨满福，少将副司令奇文卿，少将参议陈有明，参谋长奇存礼，第1团团长白得胜，第2团团长奇正
  - 绥远伊克昭盟第二区警备司令部：上校参谋长王绶祺
  - 绥远伊克昭盟第三区警备司令部：少将司令奇全禧，上校参谋长王瑞森
  - 绥远伊克昭盟达拉特旗保安司令部：少将司令章景文，少将副司令奇安庆，上校参谋长王文斌，第1团上校团长兰庆如，第2团上校团长沙金圪利
  - 绥远伊克昭盟郡王旗保安司令部：少将司令奇宝玺,第1团上校团长奇兆禄,第2团上校团长奇林沁，第3团上校团长武尔图
  - 绥远伊克昭盟杭锦旗保安司令部：少将司令色登多尔，上校副官日格登巴布
  - 绥远伊克昭盟鄂托克旗保安司令部：少将司令奇孟肯，少将副司令刘宝财，第l团上校团长吴敬业
  - 绥远伊克昭盟第三警备司令部：少将代司令兼乌审旗保安司令部代司令尔居巴图
- 阿拉善旗防守司令部（定远营9·23通电起义）：中将司令达理札雅，少将总队长罗巴图孟柯，少将参谋长陈艾尔德尼巴图，上校主任李文钦、张元忻、戚涛、王增堂、张德熙，上校附员张仁，保安总队上校总队长马宝海、上校副总队长罗瑞光
- 额济纳旗防守司令部 (927通电起义)：中将司令塔旺加布,少将专员罗大熠，副司令额日登格日勒，上校参谋牛顿
- 绥远东桃达治安司令部：少将司令慕幼声，上校副司令邢震华，上校参谋长李生玉
- 独立第7师少将师长张世珍，少将副师长化博知，上校参谋长关嵩峰
  - 第19团上校团长张银则
  - 第20团上校团长杨镇田
  - 第21团上校团长赵守本
  - 直属骑兵团上校团长侯镇国
- 第二十二军第86师少将师长胡景通，少将副师长张云衙，少将参谋长姜谦祖
  - 第256团上校团长段宝珊
  - 第257团上校团长和协华
  - 第258团上校团长高怀雄
- 第二十二军第228师少将师长杨仲璜，少将参谋长贾海峰，师部上校附员孙绍山  
  - 第682团上校团长王永清
  - 第683团上校团长石佩玖
- 保安第2旅少将旅长张振基，上校参谋长张纯，上校副旅长崔新建
  - 第2团上校团长李俊峰
- 独立第3旅少将旅长乔汉魁，上校副旅长王和卿，旅部上校附员聂进舁
  - 第92团上校团长周宗冕
  - 骑兵第17团上校团长王竣峰
- 保安骑兵第4旅少将旅长张汉琏，少将副旅长兰瑞，上校参谋长毛光煜、潘维新、梁子蔚
  - 第4团上校团长秦国宝
- 整编骑兵第5旅：少将旅长安恩达，少将副旅长景彦清、王存瑞，上校参谋长崔春喧，政工处上校处长李文林
  - 第9团上校团长张子泰
  - 第10团上校团长曹辅成，上校副团长张凌云
- 独立骑兵第6旅少将旅长邬青云，上校副旅长郑利丰，旅部上校附员袁世五
  - 第17团上校团长师国珍
  - 第18团上校团长云鹏举
- 整编骑兵第11旅：中将旅长陈秉义，少将副旅长白凤藻， 上校参谋长李兴久/王承周，上校参谋主任傅秉真，上校附员王万富，政工处上校处长王义
  - 第21团上校团长贾世元
  - 第22团少将团长王绳武，上校副团长连成山
  - 暂l团上校团长樊亦夫
- 整编骑兵第12旅：中将旅长鄂友三，少将副旅长：郭熙智、王孝模，政工处上校主任潘儒，旅部上校附员：郭棠、赵继威、王静山、冯钊、刘国祥、马成龙、张世昌
  - 第23团少将团长李存英，上校副团长贺耀武
  - 第24团上校团长毕宝熙
  - 暂编第1团上校团长任方
  - 暂编第2团上校团长杜永胜
- 整编骑兵第13旅：少将旅长高理亭，少将副旅长田绥民、傅观澜，上校参谋长张希孟，上校参谋吴树梓
  - 第26团上校团长邢守忠
  - 第27团上校团长杨占山
  - 暂编第1团上校团长马占海
  - 暂编第2团上校团长杨作舟\秦绍禹
- 绥远省保安第4团上校团长栗兴汉
- 绥远省保安第5团上校团长邢丕显
- 绥远省保安骑兵第10团上校团长杨守谦、王德玉
- 绥远省保安骑兵第11团上校团长王在城
- 绥远省保安骑兵第12团上校团长康民众
- 绥远省保安骑兵第16团上校团长王珍开
- 绥远军区军政干部学习团：1950年初，从华北军政大学第一总队政委张如三率领5个大队，从北京开赴绥远，在归绥市及五原县执行轮训连级以上起义军官的任务。学习团主任傅作义兼，政委薄一波兼，第一副主任张如三，副政委牛克伦，政治部副主任谢自元（华北剿总上校军需），军训队上校总队附高步义（驻绥部队指挥所参谋处长上校处长），军训队上校大队长鲁乐山，军训队上校中队长张锡祉(第311师第931团上校团长），军训队上校中队长王明儒（第311师第933团上校团长），军训队上校中队长吉思圣，军训队上校中队长牛敏礼（第101师第302团上校团长），军训队上校总务处长令狐彬（暂编第10师第2团上校团长）。学习时间3-5个月。1951年初，起义部队改编为第23兵团，学习团全体学员毕业回原部队。学习团调至石家庄改为步兵学校。[12]参加绥远起义的学员：孙英年（前陆军第311师少将师长）、白桢（前绥远团管区少将司令）、胡逢泰（前整编骑兵第11旅少将旅长）、冯梓（第101师少将师长）、张心坦（绥远省保安司令部政工处上校科长）、段德胜（暂四军第310师第929团上校团长）、陈绍周（驻绥部队指挥所上校附员）、高玉田（第9兵团直属干部训练团上校主任秘书）、耿光英（绥远保安师第1团上校团长）、石穆然（第311师第933团上校团长）、周英武（绥远补训第11师上校团长）等
- 绥远省无职军政干部招待所
  - 总所主任王赞臣（前华北剿总第一处少将处长）、总所副主任郭希璞(暂编第四军补训第6师少将师长）
    - 总所登记组组长田士吉（第35军少将参谋长），登记组副组长高恒（华北剿总公路桥梁指挥部上校参谋主任），总所登记股股长马毅英（暂三军第369师第805团上校团长），登记组组员靳书科（前察哈尔省保安司令部警保处少将处长）
    - 总所供给组组长刘耀三（第31军军需处上校副处长）
    - 学员：刘西园(暂编第三军少将军附)、汪云台（前河北省第一区行政督察专员公署少将专员）、王玲（前联勤总部第7兵站予算室少将主任）、杨大川（前东北剿总驻陆军第13军少将联络官）、梁巨川（第17兵团司令部少将高参）、潘天霖(华北剿总修建委员会军简二阶主任(同少将衔))等

  - 陕坝分所主任张进修（第271师少将师长）
- 绥远省绥西军耕农场督导苗玉田（前第12战区司令长官部少将高参）
- 西北骑兵学校少将参谋长孙繁荣
- 新编骑兵第4师合作社少将主任赵大义
- 绥远省行政干部训练团少将教育长康保安
- 前少将支队长张佐汉
- 绥远省革新学院：1949年5月19日由绥远省行政干部训练团改建。军训总队集训大队上校副大队长张万仁，辅导处上校处长张沧，教务处上校处长张鸿恩，上校主任崔维岳，上校教官王越、军训总队第一中队上校中队长杨新禄
- 绥远《奋斗日报》社团级社长苗平章
- 绥远省军需被服厂上校副厂长张延波